# Corund (okręg Harghita)
Corund (węg. Korond) – wieś w Rumunii, w okręgu Harghita, w gminie Corund. W 2011 roku liczyła 5228 mieszkańców.